# Limbabwe Records
Het Limbabwe label is oorspronkelijk een onafhankelijk Limburgs nederpunk-platenlabel in Venlo, halverwege jaren tachtig ontstaan vanuit de kraakbeweging.

## Geschiedenis
Begin jaren tachtig was de ondergrondse cultuur in Venlo op haar hoogtepunt. Dat kwam door de introductie van het Open Ontmoetings Centrum (OOC) door hippies in de jaren zeventig, dat voorzien werd van een geluidsinstallatie, opnamestudio en oefenruimte. Vanuit deze idealen werd in 1980 in de Martinusstraat een pand gekraakt waar de culturele groep Bauplatz werd gevormd. Dat verliep succesvol en werd een smeltkroes van muziekstijlen: industrial, jazz tot hardcorepunk. In 1982 werd de verzamelcassette "Vlaaikots" uitgebracht waarmee het voor Limbabwe allemaal begon. Het label bracht in drie jaar tijd 42 uitgaven uit waarvan met name de lp's van punkband Pandemonium wereldwijd werden verkocht.
Tegenwoordig is het label gevestigd in de Balkan en brengt slechts incidenteel uitgaven uit.